# (495189) 2012 VR113
(495189) 2012 VR113 est un objet transneptunien de type twotino, de diamètre d'environ 200 km.
(495189) 2012 VR113 a été découvert le 15 novembre 2012 par le programme Dark Energy Survey.